# Niegosławice (Busko)
Pour les articles homonymes, voir Niegosławice.
Niegosławice est une localité polonaise de la gmina de Pacanów, située dans le powiat de Busko en voïvodie de Sainte-Croix.